# Клаус Брегер
Клаус Брегер (нім. Claus Breger; 25 грудня 1910, Піннов — 17 грудня 1944, Аахен) — німецький офіцер, майор вермахту (1 грудня 1944; посмертно заднім числом). Кавалер Лицарського хреста Залізного хреста з дубовим листям.

## Біографія
В 1928 року вступив в 5-го піхотного полку. З 1937 року — фельдфебель 1-го батальйону 27-го піхотного полку 12-ї піхотної дивізії. Учасник Польської і Французької кампаній, а також Німецько-радянської війни. Відзначився у боях під Дем'янськом. З 1942 року — командир 1-ї роти, з літа 1944 року — 1-го батальйону свого полку. Смертельно поранений у бою і того ж дня помер.

## Нагороди
- Медаль «За вислугу років у Вермахті» 4-го класу (4 роки)
- Залізний хрест
  - 2-го класу (31 жовтня 1939)
  - 1-го класу (27 травня 1940)
- Штурмовий піхотний знак в сріблі (1 липня 1940)
- Німецький хрест в золоті (16 лютого 1942)
- Дем'янський щит
- Медаль «За зимову кампанію на Сході 1941/42» (29 липня 1942)
- Лицарський хрест Залізного хреста з дубовим листям
  - лицарський хрест (4 вересня 1942)
  - дубове листя (№700; 14 січня 1945)